# Ludwig Wiesinger
Eduard Ludwig Gotthilf Wiesinger (* 25. Mai 1859 in Bayreuth; † 4. April 1942 in Hamburg) war ein Kaufmann und Hamburger Senator.
Wiesinger war ein Enkel von Friedrich Heinrich Ranke, sein Vater war ab 1860 Professor für Theologie an der Georg-August-Universität Göttingen, sodass Wiesinger in Göttingen aufwuchs.
Er besuchte einige Jahre das Max-Planck-Gymnasium, bevor er ab 1875 eine vierjährige kaufmännische Lehre in Göttingen begann. Wiesinger arbeitete daraufhin in Hamburg in unterschiedlichen Branchen für unterschiedliche Unternehmen, u. a. für die Norddeutsche Bank, bevor er 1885 in das Steinkohlegeschäft einstieg und Generalbevollmächtigter der Gewerkschaft Britannia wurde, die mehrere Stollen in Nordböhmen betrieb. Dank dieser erfolgreichen Tätigkeit wurde er 1888 als Teilhaber in ein Kohlenhandlungsunternehmen aufgenommen, das ihm ab 1911 vollständig gehörte. 1896 begründete Wiesinger den Verband der Altonaer Feuerungshändler und war später bis in die 1930er Jahre in Zentralverband der Kohlehändler aktiv.
Im Jahre 1910 wurde Wiesinger durch die Notabeln in die Hamburgische Bürgerschaft gewählt, der er bis Dezember 1917 angehörte. In der Bürgerschaft schloss er sich der Fraktion der Linken an. Wiesinger wurde von der Bürgerschaft in die Finanzdeputation gewählt und gehörte während des Ersten Weltkrieges dem Kriegsversorgungsamt an. Im Rahmen dieser Tätigkeiten hatte er viel mit unterschiedlichen Senatoren zu tun. Es war daher folgerichtig, dass der Senat ihn zum Kandidaten vorschlug und Wiesinger am 7. Dezember 1917 für den verstorbenen Senator Johann Refardt in den Hamburgischen Senat gewählt wurde. Wiesinger war nach Anton Rodatz erst das zweite Mitglied des Senats, das aus der Fraktion der Linken stammte. Er gehörte dem Senat bis zu seinem Rücktritt am 27. März 1919 an.
Ab 1920 war Wiesinger Vorsitzender des Verwaltungsrates der Hamburger Sparkasse von 1827 er gehörte außerdem von 1914 bis 1930 dem Aufsichtsrat der Hamburgischen Elektrisitätswerke an. Außerdem war Wiesinger Vorsitzender des Landesausschusses für Kriegsbeschädigter einer Vorläuferorganisation des Reichsbund.
Wiesinger war seit 1888 mit Johanne Wilhelmine Illemann verheiratet.